# Punt dal Gall

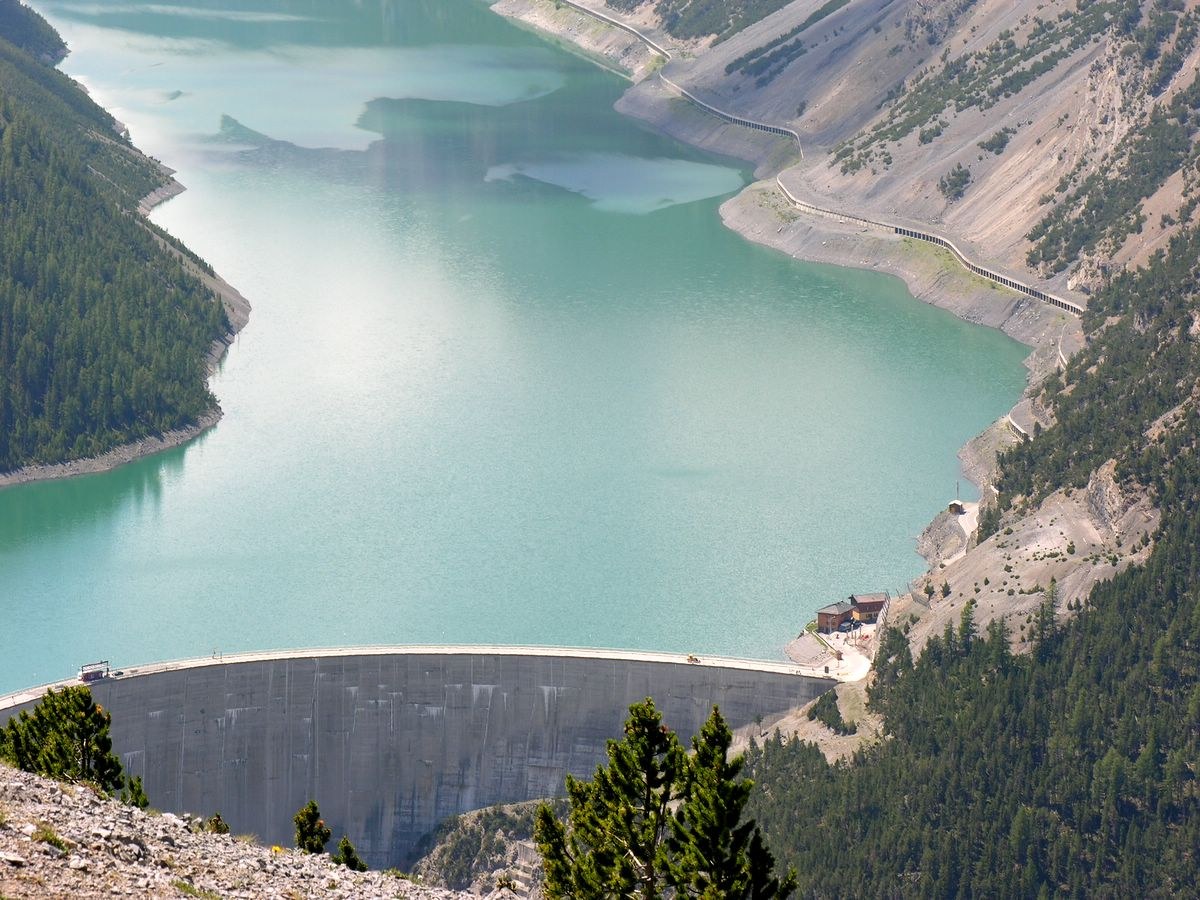
De Punt dal Gall vanop de flanken van de Munt la Schera

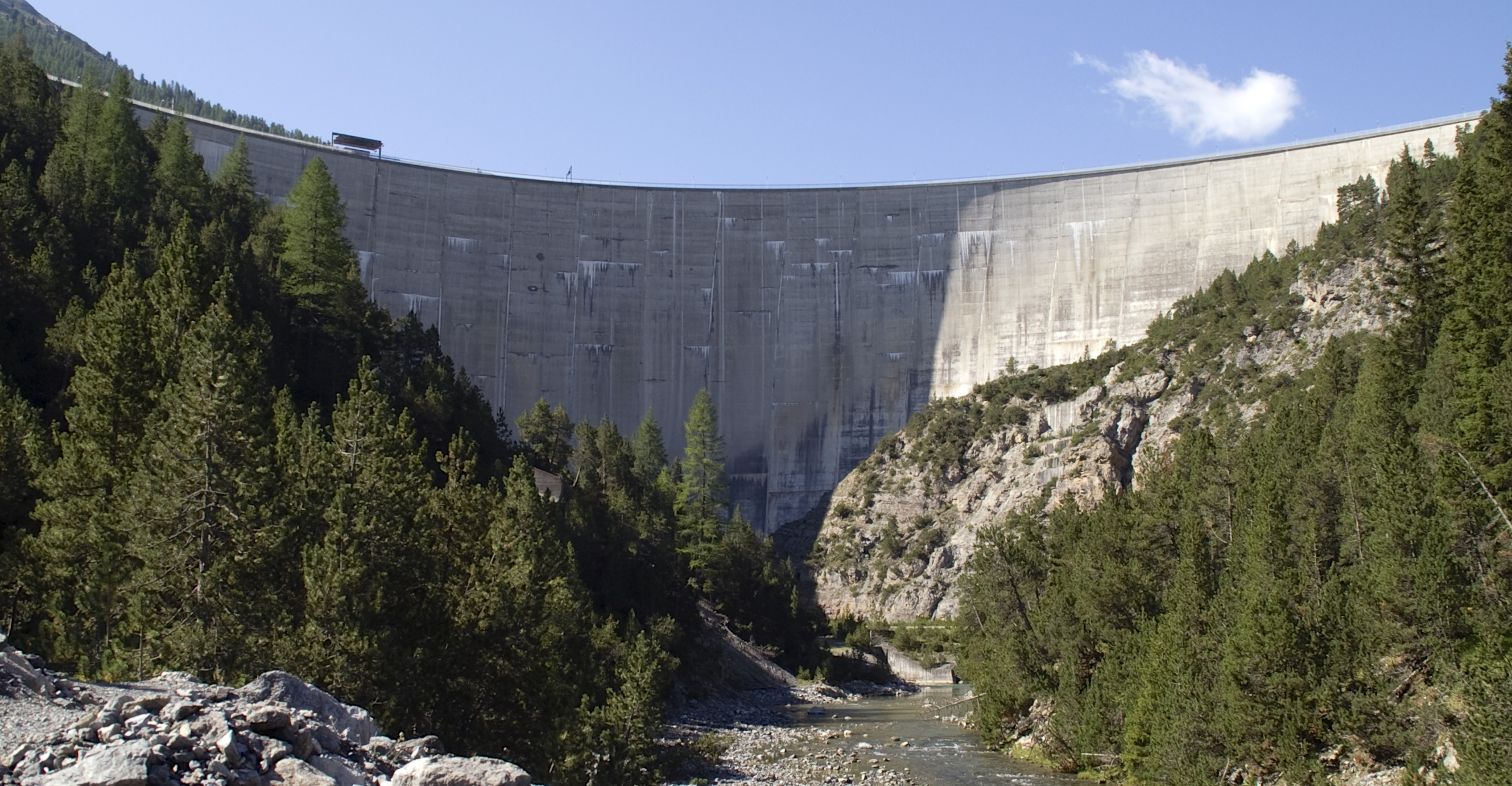
Punt dal Gall

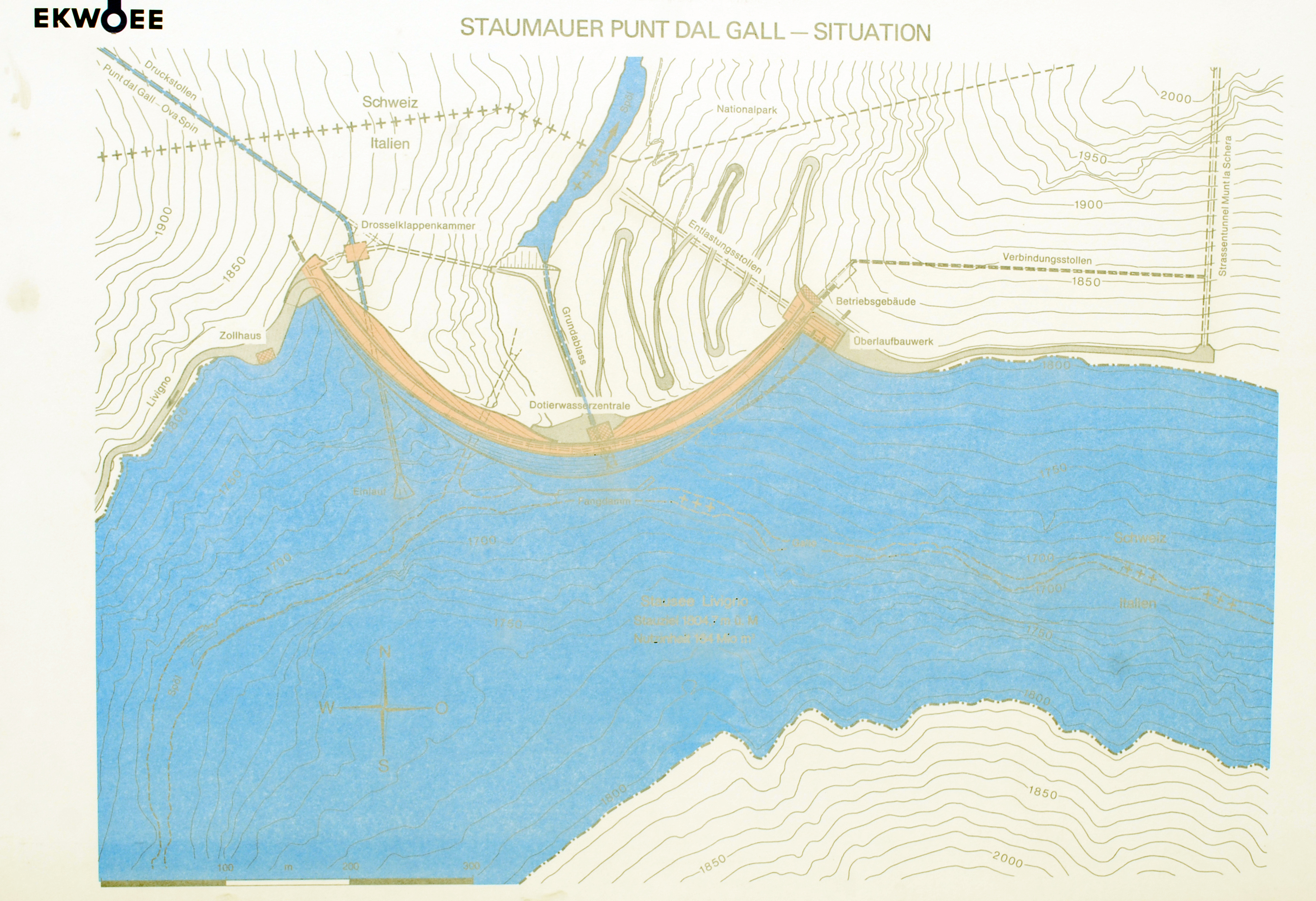
Kaart van de dam en omgeving, landsgrens is intussen in het oosten verschoven tot door de damwand en halfweg het stuwmeer

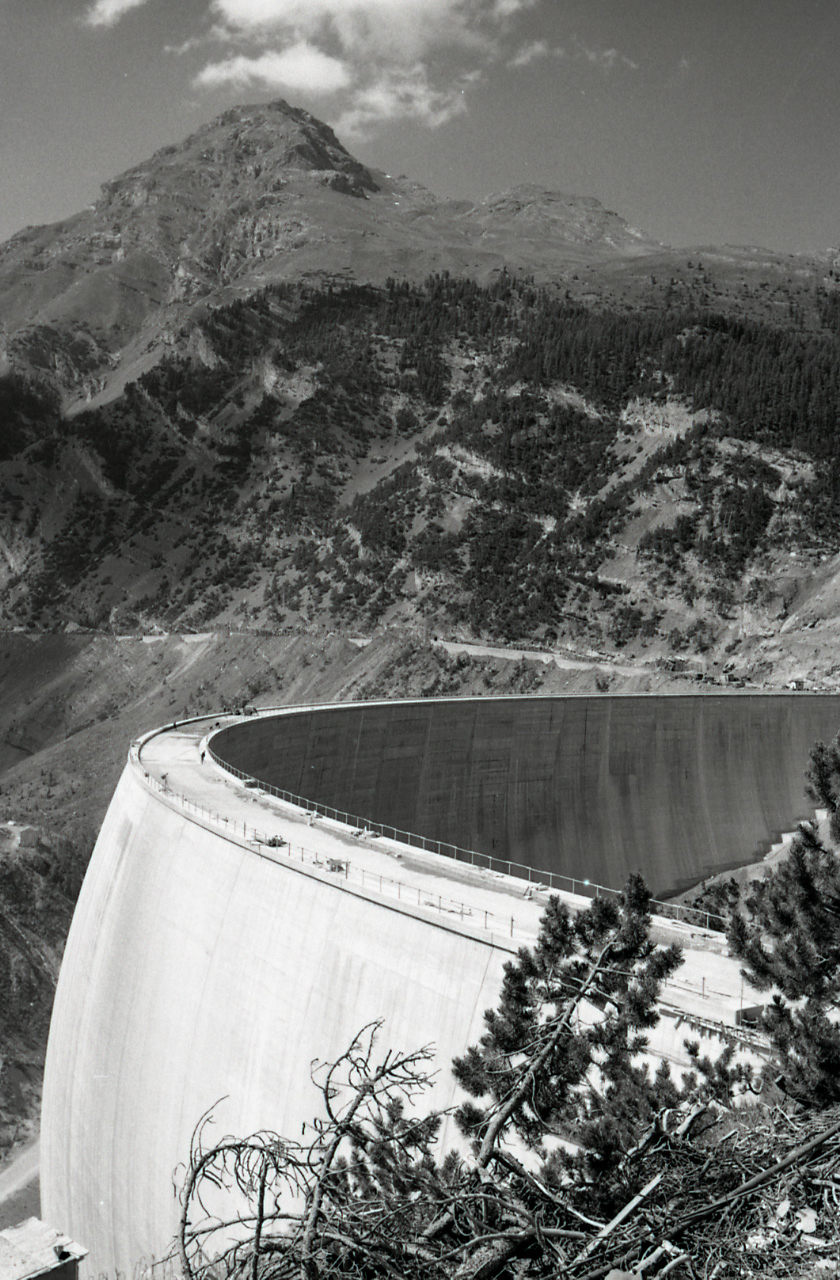
De dam bij oplevering in 1968

De Punt dal Gall of Punt dal Gall-dam is een stuwdam op de grens van Italië en Zwitserland. Achter de dam ligt het Lago di Livigno, een 12 kilometer lang stuwmeer met een watervolume van 165 miljoen m³.
De dam ligt in de vallei van de kleine Spöl rivier. Voor de vorming van het stuwmeer en net ten zuiden van de huidige locatie van de dam vloeide de Acqua del Gallo, een Italiaans beekje, uit in de Spöl. Op die locatie was er een voormalige brug over de Acqua del Gallo of Gall in het Reto-Romaans, een brug die in die taal werd aangeduid als de Punt dal Gall.
De dam werd tussen 1965 en 1968 geconstrueerd door het Zwitsers waterkrachtbedrijf Engadiner Kraftwerke AG. De boogvormige dam heeft een lengte aan de top van 540 m en een maximale hoogte van 130 meter. De minimum- en maximumwaterspiegel boven de zeespiegel ligt op respectievelijk 1.700 en 1.805 meter über Meer. 
Boven op de stuwdam loopt de weg tussen Livigno en Zernez met een parking op de dam waar het tolstation van de Munt-la-Schera-tunnel is gevestigd en waar fietsers een pendelbusje kunnen nemen om de tunnel door te gaan.

## Waterkracht
Het reservoir is aangesloten op de energiecentrale Ova Spin, die lager in Engadin is gelegen en water van meerdere stuwmeren ontvangt. Het hele complex biedt een opslagsysteem gebouwd rond het stuwmeer Lai dad Ova Spin. De turbines wekken elektriciteit op uit de waterkracht van de verschillende hoger gelegen stuwmeren, maar in het complex kan ook water opgepompt worden naar de hogere stuwmeren wanneer het elektriciteitsverbruik laag is, zodat deze meren kunnen worden ingezet als spaarbekkens, waarbij op momenten van piekverbruik de turbines meer elektriciteit kunnen produceren dan de meren constant zouden kunnen blijven bieden.

## Bezoek en recreatie op het stuwmeer
Rondleidingen door de dam zijn op aanvraag mogelijk voor groepen. Sinds de bouw was dit stuwmeer verboden terrein voor elke activiteit, zoals windsurfen of roeien, tot de zomer van 2005, toen het Italiaanse nationale roeiteam toestemming kreeg om op het meer te trainen.

## Milieuschade
In het najaar van 2016 werd tijdens de renovatie van de dam van de elektriciteitscentrale een corrosiebeschermingsmiddel op basis van polychloorbifenyl (pcb) gelekt in de bedding van de Spöl. De sanering van de rivier is vijf jaar later in 2021 nog niet voltooid, de discussie loopt ook over welke lengte van de rivierbedding gesaneerd moet worden. Engadiner Kraftwerke AG, veroordeeld tot het betalen van de kostprijs van de sanering vecht de lengte gevraagd door de milieuverenigingen aan. In het karkas van een dode oehoe gevonden in het direct ten noorden van de dam gelegen Zwitsers Nationaal Park werd duizend keer hogere pcb-belasting vastgesteld dan normaal bij een mens toegelaten is.